# Carl Ludwig Voigt
Carl Ludwig Voigt (* 8. November 1792 in Zeitz; † 21. Februar 1831 in Leipzig) war ein deutscher Cellist und Komponist.

## Werdegang
Voigt wurde 1792 als Sohn des Gewandhausmusikers und nachmaligen Thomasorganisten zu Leipzig Johann Georg Hermann Voigt in Zeitz geboren. Er besuchte von 1802 bis 1806 die Thomasschule zu Leipzig. Violoncello-Unterricht erhielt er später beim angesehenen Friedrich Dotzauer in Dresden, Solocellist des dortigen Hoforchesters. 1809 wurde er Mitglied des Leipziger Theaterorchesters (Gewandhausorchester), ab 1811 ist auch eine Anstellung in der Kirchenmusik nachweisbar. 1811 wurde er in den Orchester-Pensionsfonds aufgenommen. Von 1811 bis 1830 war er Erster und zuletzt Zweiter Cellist ebendort. Von 1811 bis 1829 wirkte er im Leipziger Gewandhaus-Quartett, dem Streichquartett des Orchesters. Voigt komponierte u. a. Sonaten und Duos.